# Бахрушин, Алексей Петрович
Алексей Петрович Бахрушин (1853—1904) — русский купец и меценат, коллекционер и библиофил. Представитель московской династии Бахрушиных.

## Биография
Родился 22 апреля (4 мая) 1853 года в Москве в купеческой семье Бахрушина Петра Алексеевича, одного из основателя крупной кожевенной компании.
В 1860-е годы учился в московском частном пансионе Э. Х. Репмана. Позже стал одним из совладельцев «Товарищества кожевенных и суконных мануфактур А. Бахрушина сыновей».
В Москве А. П. Бахрушин жил в своём доме на Кожевнической набережной, а потом — в особняке на улице Воронцово Поле, где на верхних этажах размещалась его коллекция.
Собирать свою коллекцию произведений искусства и книг купец начал в 1872 году. К началу XX века в состав его собрания входили предметы русского быта, церковные древности, изделия из фарфора, фаянса и бронзы, картины В. А. Тропинина, О. А. Кипренского, В. К. Шебуева, Г. И. Угрюмова и других художников, большая коллекция лубочных картин и другие экспонаты.
В коллекции находился раритетный прижизненный портрет царя Петра I в матросском голландском костюме. Историк М. И. Семевский в «Русской старине» в 1892 году описал свой новый визит к Бахрушину и заодно портрет Петра:
«В углу комнаты, на видном месте, как святыня, поставлен портрет великого Петра, и это действительно настоящая для каждого русского святыня, потому что портрет написан с самого Петра в бытность его в Голландии. Царь Пётр изображён в красной куртке, в голландском матросском костюме, сидит и покуривает трубку на отдыхе после своих работ… Владелец подлинника-портрета купил его совершенно случайно, на рынке за Сухаревою башнею, за 15 руб.».
Ценной частью собрания была портретная галерея российских коллекционеров, антикваров и собирателей (около 350 портретов).
Достаточно известной была его коллекция книг (почти 30 тыс. томов), которая содержала и редкие экземпляры. Бахрушин был завсегдатаем московских и подмосковных антикварных лавочек, в том числе на Сухаревском рынке. Большая часть была посвящена книгам о Москве, а также солидная коллекция гравюр с видами Москвы XVIII—XIX веков.
«У меня в библиотеке, — признавался Алексей Петрович в письме к библиофилу Н. Ф. Бокачеву от 23 февраля 1900 г., — яблоку негде упасть: везде книги, папки, опять книги, опять папки, и так далее, — свободного же места нет, да и быть не может: книги все прибывают и прибывают…».
Купец-коллекционер завёл традицию два раза в месяц принимать у себя друзей и единомышленников — хранителя Российского Исторического музея А. В. Орешникова, П. И. Бартенева, И. Е. Забелина, библиофилов А. И. Шувалова, К. М. Соловьёва, Д. В. Ульянинского и многих других.
А. П. Бахрушин был членом Общества любителей древней письменности, Общества любителей русского исторического просвещения, Русского общества книжных знаков, Московского библиографического кружка, Владимирской и Симбирской ученых архивных комиссий. В 1916 году в Москве была издана книга: «Из записной книжки А. П. Бахрушина. Кто, что собирает» с примечаниями М. Цявловского.
В 1904 году собрание по завещанию Алексея Петровича поступило в Исторический музей, где было создано два зала его имени. В 1911—1913 годах на средства вдовы коллекционера — А. С. Бахрушиной, было издано полное описание книжной коллекции Бахрушина — «Каталог книг Алексея Петровича Бахрушина». Выпуск 1-4. М., 1911—1913). В первых трёх выпусках — списки 15 626 русских книг, в 4-м — список книг на иностранных языках (1901 экземпляр).
В 1930-х годах почти вся библиотека была передана во вновь созданную Государственную публичную историческую библиотеку.
Умер купец 25 июня 1904 года от болезни сердца в Москве. Похоронен на кладбище Симонова монастыря.